# とびつき団子
とびつき団子（とびつきだんご）は福井県の三国町（現・坂井市）、芦原町（現・あわら市）、金津町（現・あわら市）の竹田川沿いの農家に伝わる伝統菓子。団子に、煮付けたササゲ大豆をまぶしたものである。
外観はおはぎに似るが、団子は餅米にうるち米を1割ほど混ぜてあるため、歯切れが良いこと、ササゲがしっかりと形を残していることが違いに挙げられる。
かつては、お盆のお供えとしてどこの家庭でも作られていたが、近年はあまり作られなくなった。
名前の由来は団子にササゲが飛びついたように見えることから、または飛びつくほど美味しいからと言われている。